# Tantilla ceboruca
Tantilla ceboruca este o specie de șerpi din genul Tantilla, familia Colubridae, descrisă de Canseco-márquez, Smith, Ponce-campos, Flores-villela și Campbell în anul 2007. Conform Catalogue of Life specia Tantilla ceboruca nu are subspecii cunoscute.